# José Darío Argüello
José Darío Argüello (1753-1828), Santiago de Querétaro, Nueva España (luego México), militar español, pionero en Las Californias, fundador de Los Ángeles, gobernador de la Alta California y padre del primer gobernador mexicano.

## Biografía
Argüello empezó su carrera militar en el regimiento de dragones de Méjico y ejerció como sargento en el presidio de Altar (Sonora). 
Fundador de Los Angeles
Por orden de Felipe de Neve, primer Gobernador civil de California, Argüello se instaló con las llamadas primeras diez familias en Los Ángeles bajo la protección del comandante Fernando Rivera y Moncada, que había sido antes gobernador y fue muerto cerca de Yuma, durante la revuelta de los indios Quechan. Argüello y los demás colonos se instalaron por su cuenta en la Misión San Gabriel, en lo que hoy es el Valle de San Gabriel, y fundaron Pueblo de Los Ángeles junto al río Los Ángeles, el 4 de septiembre de 1781, que es hoy la actual Los Ángeles.
Comandante de Presidios
Fue nombrado comandante del Presidio de Santa Bárbara, creado en 1782. Entre 1787 y 1791, Argüello ejerció de teniente y comandante del Presidio de San Francisco, para después, de 1791 a 1796, hacerse cargo del Presidio de Monterey, y finalmente retornar al Presidio de San Francisco (1796 a 1806).
Rancho de las Pulgas
En 1795, el Gobernador Diego de Bórica premió a Argüello con la concesión del Rancho de las Pulgas, la propiedad más extensa de la Península de San Francisco que abarcaba 35.260 acres (142,7 kms2). Se extendía por partes de lo que hoy en día es el condado de San Mateo, ocupando las actuales ciudades de Belmont, San Carlos, Redwood City, Atherton y Menlo Park.
Gobernador de las Californias
De 1814 a 1815, y mientras residió en Santa Bárbara, sucedió a José Joaquín de Arrillaga (1800-1814) como Gobernador de la Alta California. De 1815 a junio de 1822, Argüello pasó a ser gobernador de la Baja California, hasta que fue sustituido por el gobernador imperial Fernando de la Toba en Loreto.

## Familia
Argüello casó con María Ygnacia Moraga. Su hija, María Concepción, protagonizó una romántica historia luego plasmada en la ópera Juno y Avos de Alexey Rybnikov.
Sus hijos también ocuparon cargos públicos en la Alta California:  Luis Antonio Argüello, primer gobernador nativo de California (1822–1825); y Santiago Argüello , que fue comandante del Presidio de San Diego y alcalde del Pueblo de San Diego. Otros hijos: el Teniente José Darío Argüello, Joaquín Máximo Argüello, Gervasio Argüello y Ana Gertrudis Rudecinda Argüello.
José Darío Argüello murió en 1828, a la entonces avanzada edad de 75 años, en Guadalajara, Jalisco, México.

## Legado
- La Punta Argüello en el condado de Santa Bárbara, al oeste de Lompoc, California, bautizado en su honor por George Vancouver en 1793.
- En San Francisco, la First Avenue pasó a ser la Arguello Boulevard.
- El Arguello Park, en San Carlos, California, que ocupa parte de lo que fue el rancho familiar de las Pulgas.
- La hija de Argüello inspiró el personaje de Conchita, protagonista de la ópera Juno and Avos.